# Iben Thranholm
Iben Thranholm (født 21. maj 1969) er en dansk teolog, journalist og debattør. Hun stillede i 2019 op til Folketinget for Stram Kurs, men fik blot 455 personlige stemmer og blev ikke valgt ind. Efter valget meldte hun sig ud af partiet.